# Liffol-le-Grand
Liffol-le-Grand là một xã, nằm ở tỉnh Vosges trong vùng Grand Est của Pháp. Xã này có diện tích 33,91 km², dân số năm 1999 là 2524 người. Xã này nằm ở khu vực có độ cao trung bình 310 m trên mực nước biển.
Dân địa phương tiếng Pháp gọi là Liffolois.

## Biến động dân số
| Năm | 1962  | 1968  | 1975  | 1982  | 1990  | 1999  | 2004  |
| --- | ----- | ----- | ----- | ----- | ----- | ----- | ----- |
| Dân số | 2 632 | 3 093 | 3 207 | 3 174 | 2 812 | 2 524 | 2 410 |
| From the year 1962 on: No double counting—residents of multiple communes (e.g. students and military personnel) are counted only once. |       |       |       |       |       |       |       |